# Géranium des prés
Geranium pratense
Espèce
Classification phylogénétique
Le Géranium des prés (Geranium pratense) est une plante de la famille des Géraniacées. Ce géranium vivace eurasiatique est aussi cultivé comme plante ornementale.
On considère que cette plante fait partie de la flore obsidionale de France.

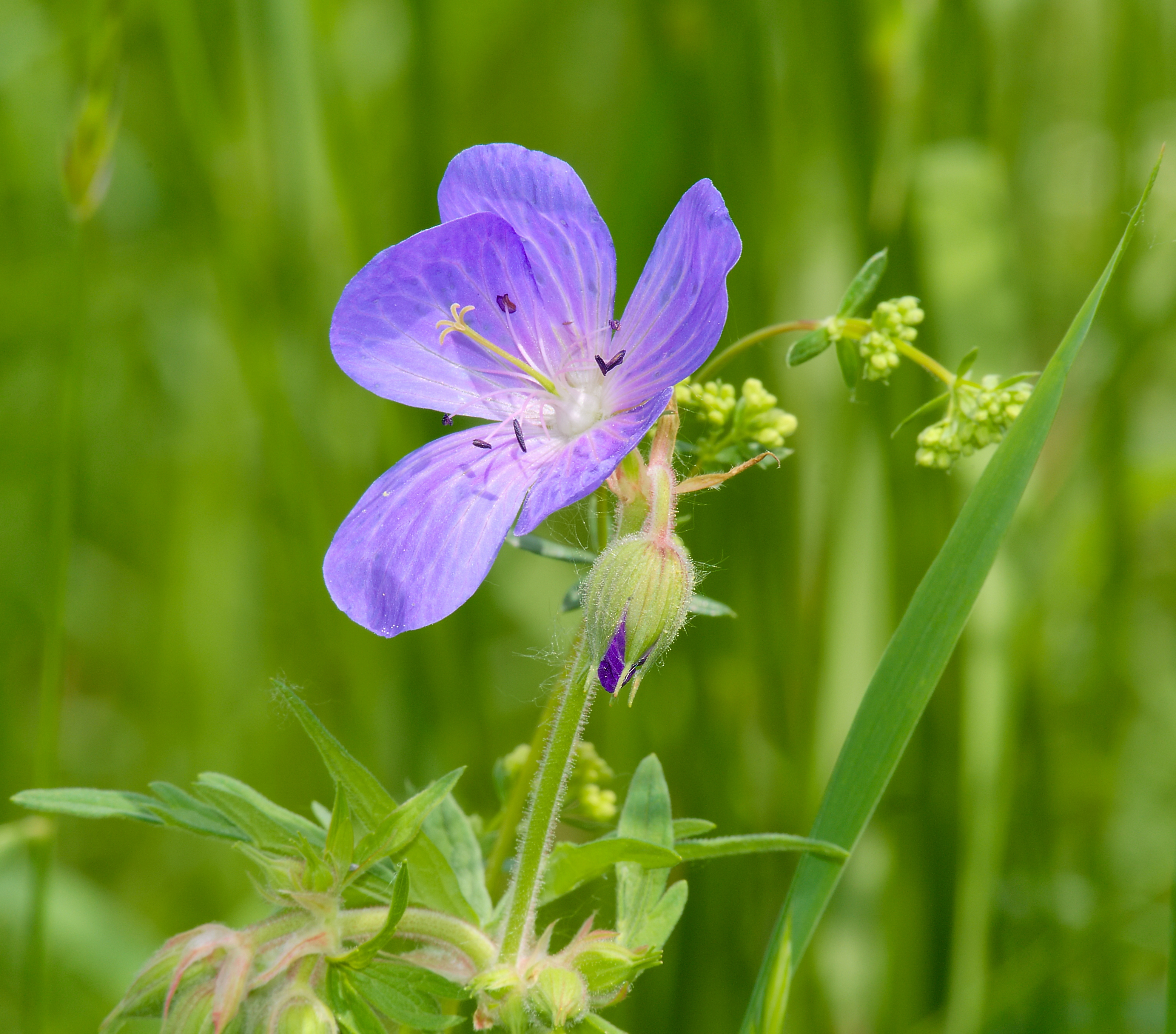
Géranium des près

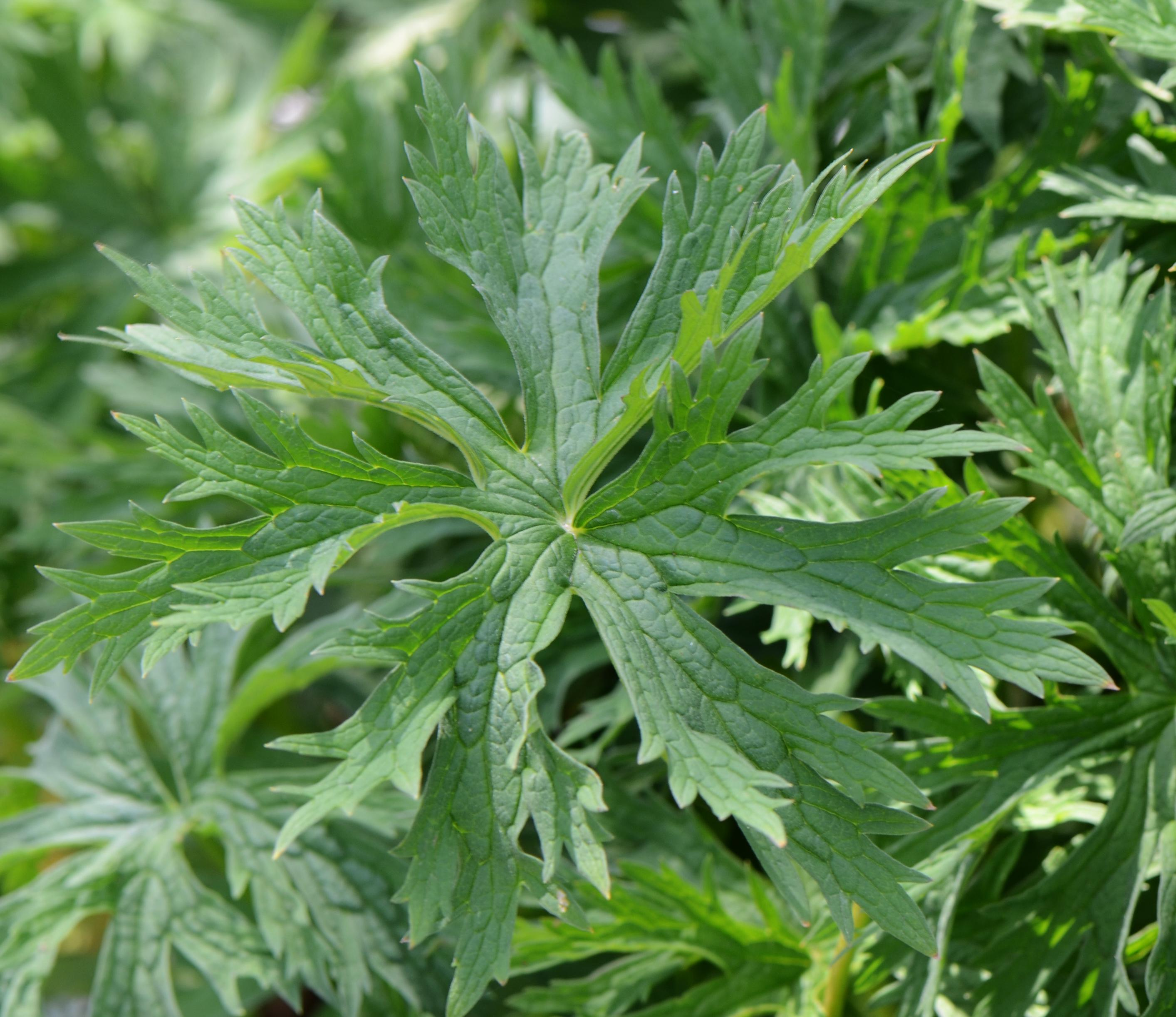
Feuille

## Description
C'est une plante herbacée vivace, à tiges de 30 à 80 cm de hauteur, à souche épaisse. Les tiges sont velues et très ramifiées.
Les feuilles opposés, palmatipartites, de 6-11 cm, sont formées de 5-7 segments larges, incisés-dentés.
Les inflorescences sont des racèmes de cymes. Les pédoncules biflores sont plus longs que la feuille. Les fleurs  d'un diamètre de 30 à 35 mm sont blanches à nervures vertes à bleu-mauve à nervures roses. La fleur est composée de 5 sépales étalés, 5 larges pétales obovales à onglet court et cilié, de 10 étamines à base large, triangulaire, ciliée, de 5 carpelles velus-glanduleux.
La floraison s'étale de mai à septembre.
Le géranium des près est proche du Géranium de l'Himalaya ; il s'en distingue par un limbe bien plus grand et plus profondément divisé.

## Caractéristiques

### Organes reproducteurs
Les fleurs sont blanches ou d'une couleur bleue tirant sur le pourpre.
- Période de floraison : mai-septembre
- Inflorescence : racème de cymes unipares hélicoïdes
- Sexualité : hermaphrodite
- Pollinisation : entomogame, autogame

Les fruits sont des capsules.

### Répartition et habitat
En France le géranium des prés n'est présent que dans les départements du nord et du nord-est, du centre jusqu'à la Méditerranée et de l'est des Pyrénées. On le trouve dans presque toute l'Europe, le Caucase, la Sibérie, la Chine, l'Afghanistan, le Kazakhstan, le Kyrgyzstan, la Mongolie, le Népal, le Pakistan, le Tadjikistan, le Turkménistan, l’Ouzbékistan,. Il s'est naturalisé ailleurs.
Le géranium des prés est une plante eurasiatique des prairies fauchées.
Il affectionne les bois et les coteaux sur les parties à tonte annuelle.

## Culture
De nombreux cultivars ont été sélectionnés pour la culture ornementale. C'est une plante vivace de grande taille.
Quelques cultivars. :
- Geranium pratense 'Albiflorum' à fleurs blanches et longue floraison
- Geranium pratense 'Coerulum' à fleurs bleues
- Geranium pratense 'Mrs Kendal Klarke' à fleurs gris perle veiné de rose pâle
- Geranium pratense 'Silver Queen' à fleurs blanc bleuté
- Geranium pratense 'Striatum' à fleurs blanc strié de bleu

## Photos

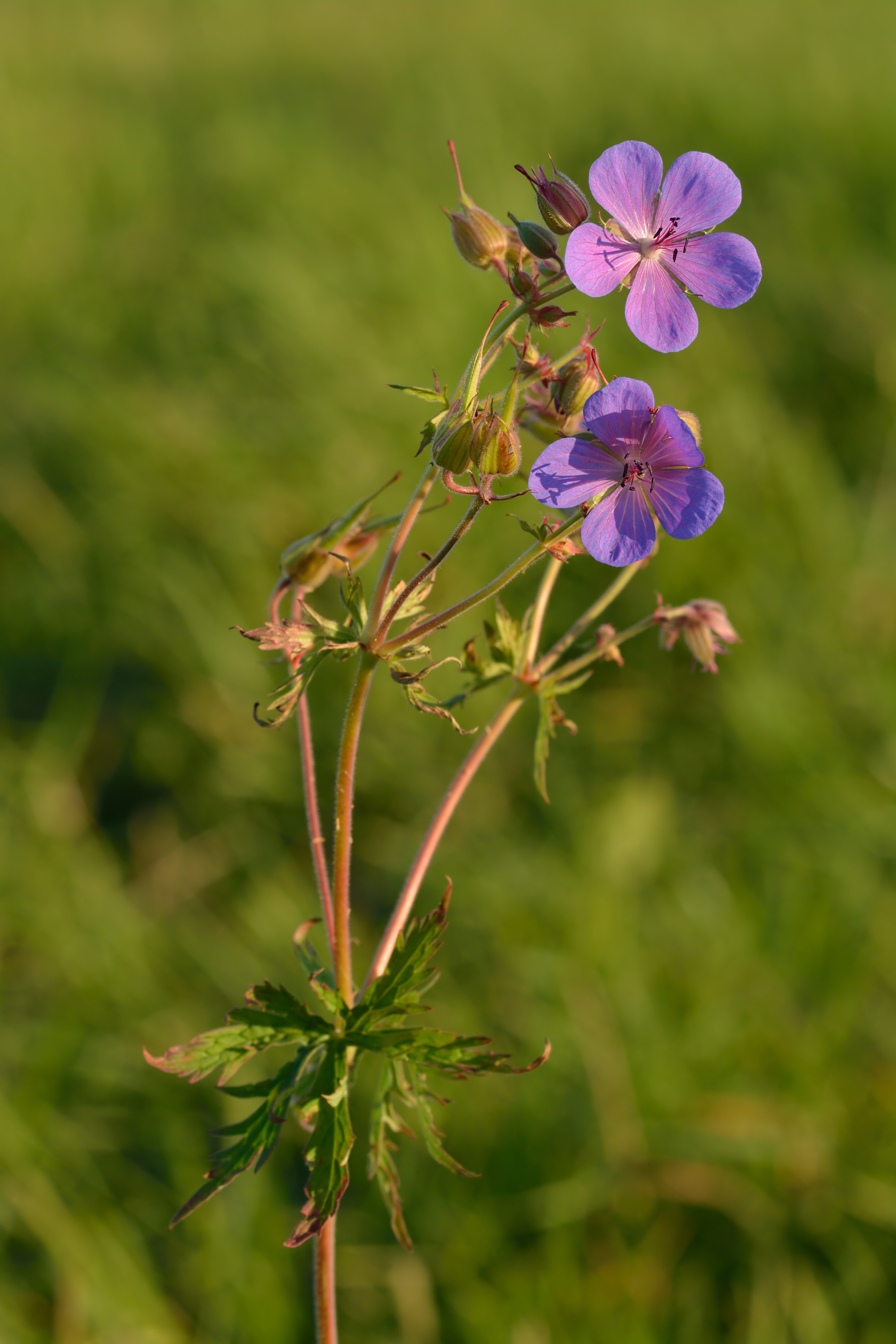
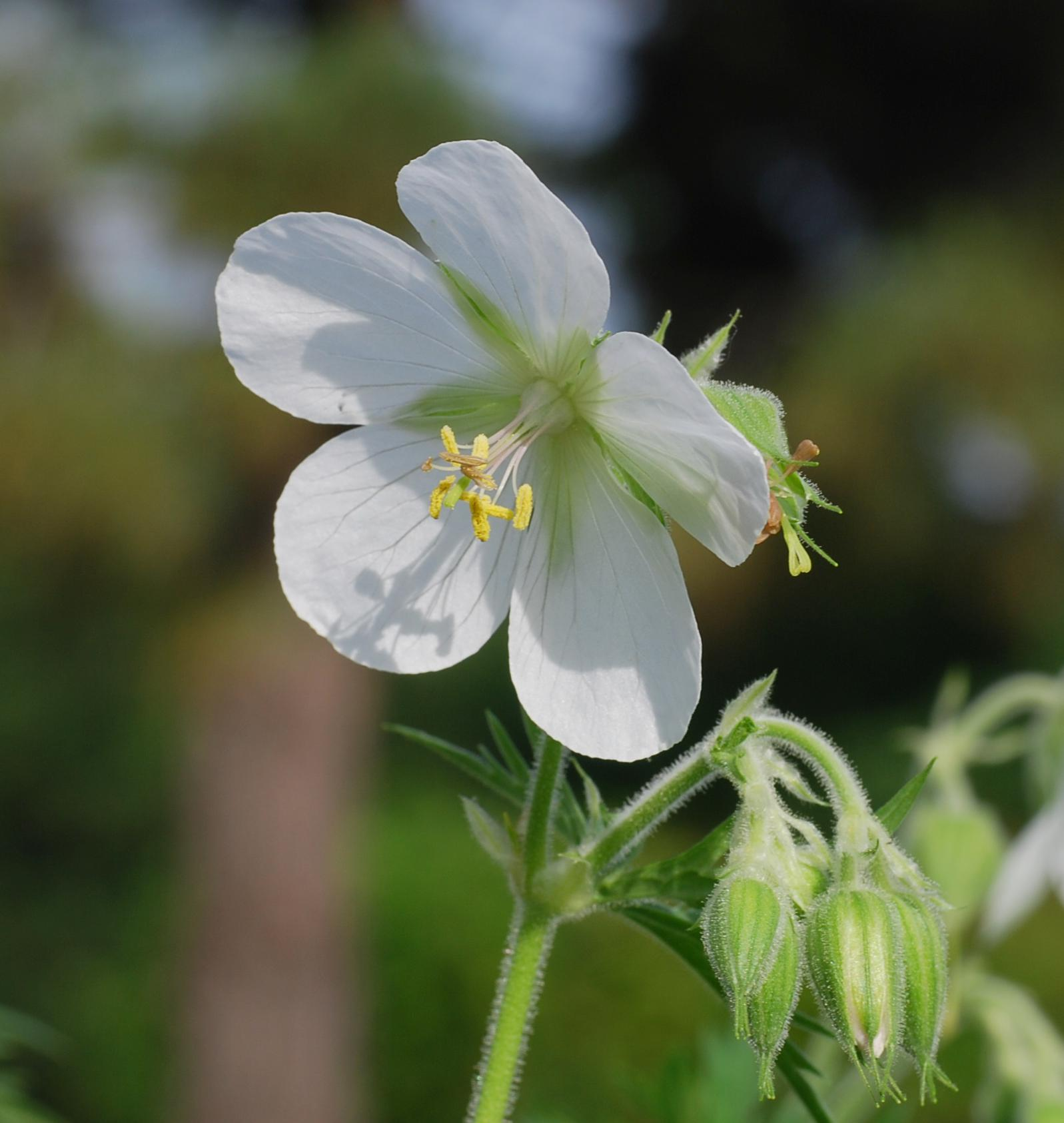
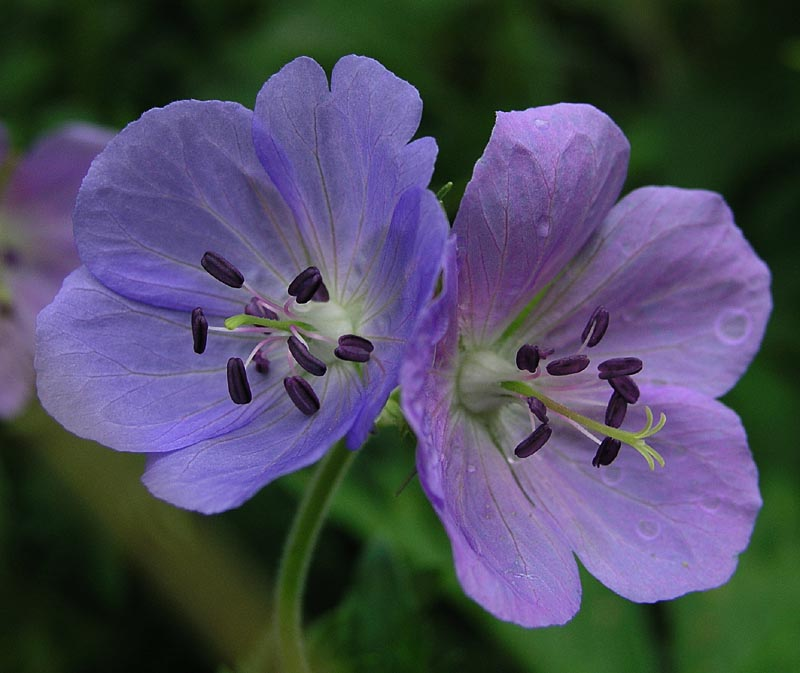
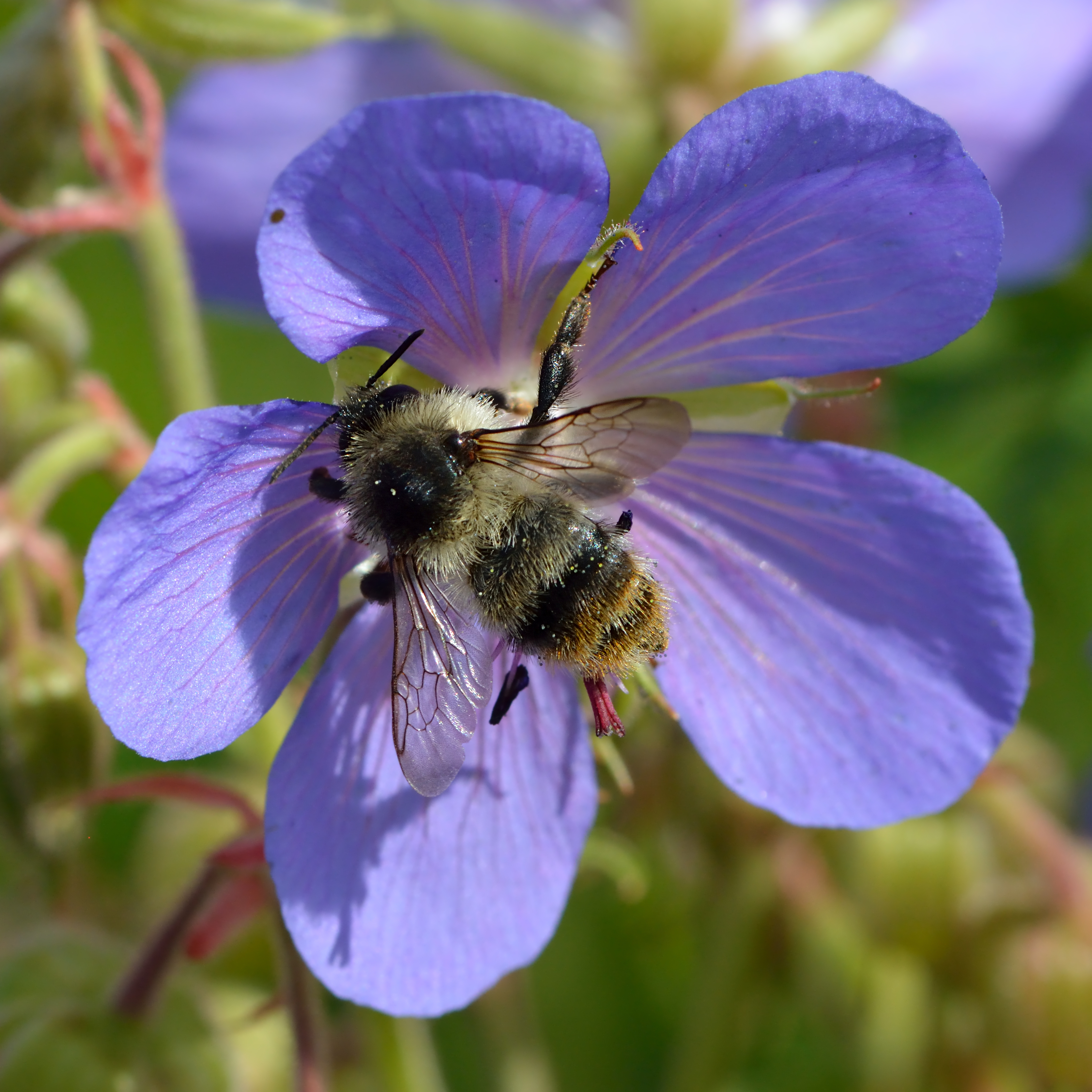
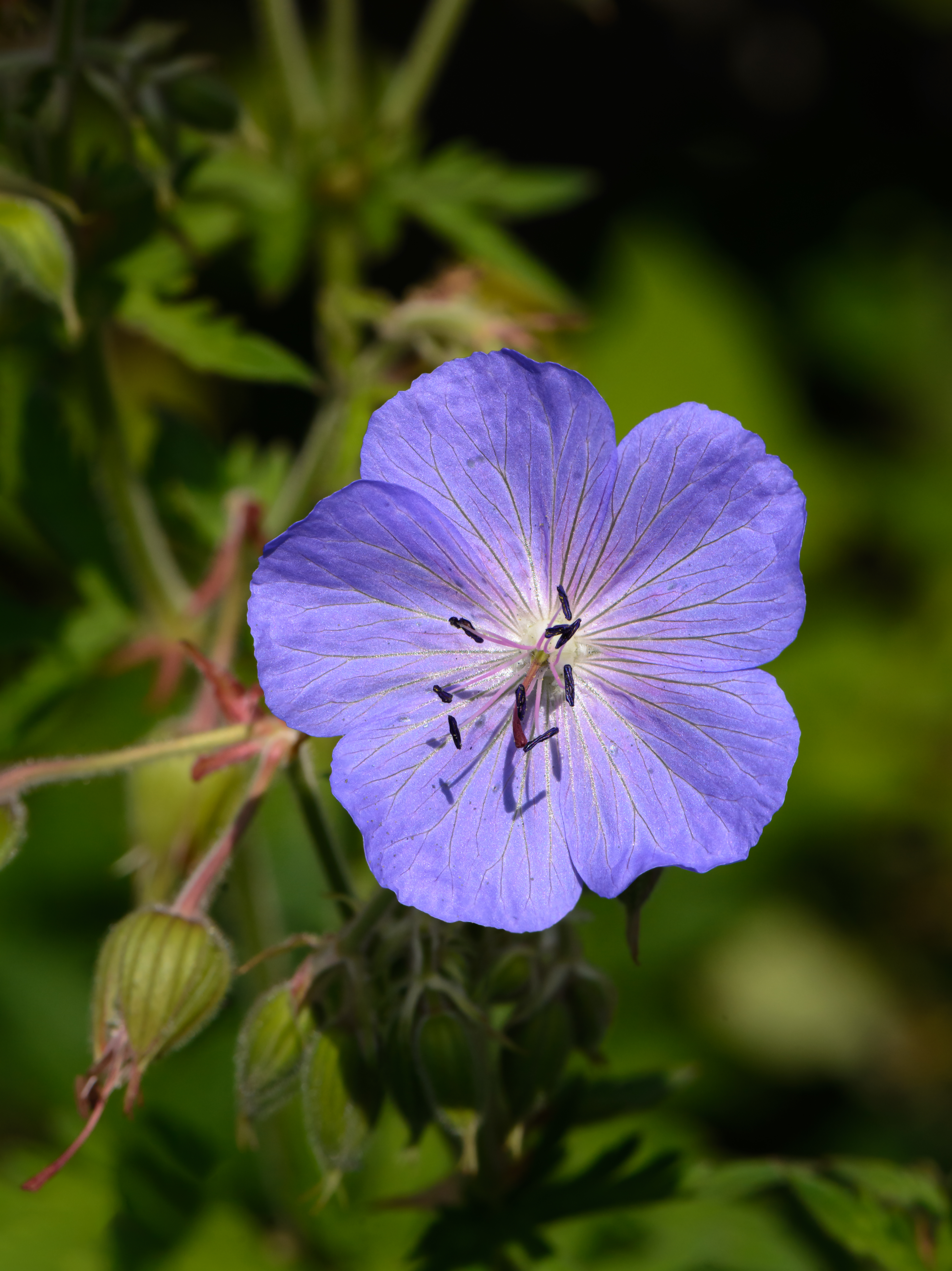